# Adolf 8. af Holsten
Adolf 8. (født i 1401, død 4. december 1459 på Segeberg slot i Holsten) var greve af Holsten, den næstældste søn af grev Gerhard 6. og Katharina Elisabeth af Braunschweig-Lüneburg (død 1417/1422), som siden 1386 tillige var dansk hertug af Slesvig 1427-1459.

## Liv og gerning
Adolf var kun tre år gammel, da faderen faldt i Ditmarsken 1404, og blev sendt til borggreven af Nürnberg, den kommende kurfyrste Frederik af Brandenburg. Adolf oplevede som barn Margretes forsøg på stykkevis at genvinde Slesvig og kom til at nære et dybt had til Danmark. Da Adolf ifølge dansk ret var blevet myndig, blev han kaldt hjem til Holsten af sin farbroder greve Henrik, som i 1419 gav den unge Adolf slottene Rendsborg og Segeberg at disponere over. Det faktum, at greve Henrik gav Adolf disse betydningsfulde slotte, viser, at han synes at have foretrukket denne frem for den i Danmark opdragede ældre broder til Adolf, hertug Henrik. Siden stod han ved sin broder Henriks side i kampen mod Erik af Pommern, indtil Henrik faldt ved belejringen af Flensborg 1427. Grev Henrik døde i 1421, overtog Adolf styret over hele grevskabet Holsten, mens hertug Henrik fortsatte kampen om Sønderjylland. Den yngste broder Gerhard blev indtil videre holdt uden for regeringen. Alle tre brødre kaldte sig hertuger af Slesvig og grever af Holsten for at vise, at de mente at have arveret til begge områder.
Da hertug Henrik døde under belejringen af Flensborg i 1427, trådte Adolf i spidsen for den langvarige kamp mod den nordiske unionskonge Erik af Pommern. Hansestæderne havde nu i mellemtiden åbent taget parti for holstenerne, og unionskongens stilling i Sønderjylland var svag. Ved våbenstilstanden i Vordingborg 1435 måtte Erik overlade Adolf alt, hvad han da sad inde med af hertugdømmet på livstid, dog med forbehold af kronens ret, nemlig hele Sønderjylland undtagen Haderslev med omgivende herreder og Ribe med biskopsstolens gods ved Trøjborg og Møgeltønder) samt Als og øerne i Vesterhavet (bortset fra et par små).
Lige efter våbenstilstandet 1435 blev modviljen mod unionskongen Erik så stor, at planer formedes for at drive ham ud af riget. Adolf deltog sammen med danske stormænd i denne sammensværgelse, og ved en aftale i Lübeck 1439 enedes man om at indkalde Christoffer af Bayern, som skulle forpligtes til at forlene Adolf arveligt med hertugdømmet Slesvig. Denne forlening skete også i Kolding 1440, og dertil kom nu Haderslev og Ærø som hørende til Adolfs hertugdømme, mens Ribe som tidligere forblev under Kronen.
Efter, at den yngste broder Gerhard var død i 1433, var Adolf det eneste resterende mandlige medlem af den gamle greve Gert "den Stores" slægt. Således forenede han hele Holsten fraset et mindre område ved Elben (Pinneberg). Efter Christoffers død afslog han tilbuddet om den danske krone, men overførte valget på sin søstersøn, Christian 1., greve af Oldenburg; han tog dog af denne det løfte, at han i henhold til den såkaldte Constitutio Valdemariana aldrig ville forene hertugdømmet med kongeriget.
Skønt to gange gift (først med Mathilda af Anhalt (død tidligst 1430) og der efter senest 5. marts 1435 med Margaretha af Mansfeld (død 1496) med hvem han havde en søn, som dog døde ung) døde Adolf barnløs 4. december 1459, og med ham uddøde den holstenske linje af Huset Schauenburg; året efter blev Christian 1. valgt til hertug i Slesvig og greve i Holsten. Da Christian var blevet kronet som konge af Danmark, blev han i 1460, efter Adolfs død, valgt af ridderskabet i Slesvig og Holsten til hersker af begge lande.
Den 4. december 1459 døde Adolf på Segeberg slot, og han blev begravet hos sine slægtninge i Itzehoe. Med ham uddøde huset Schauenburgs hertuger, og både kongeriget, hertugdømmet Slesvig og grevskabet Holsten var samlede i en personalunion under samme fyrste, den danske konge.

## Eksterne links
- Wikimedia Commons har flere filer relateret til Adolf 8. af Holsten

| AdolfHuset SchauenburgFødt: 1401 Død: 4. december 1459 |                                              |                             |
| Titler som regent                                      |                                              |                             |
| UbesatForrige indehaver af titlen:Henrik 3.            | Hertug af Slesvig (som Adolf 1.) 1440 – 1459 | Efterfølgende: Christian 1. |